# Heterogynaidae
Heterogynaidae zijn een familie vliesvleugeligen (Hymenoptera). De familie bestaat uit acht soorten.

## Taxonomie
De volgende taxa worden bij de familie ingedeeld:
- Geslacht Heterogyna Nagy, 1969[1]
  - Heterogyna botswana Day, 1984[2]
  - Heterogyna fantsilotra Day, 1984[2]
  - Heterogyna kugleri Argaman, 1985[3]
  - Heterogyna madecassa Day, 1984[2]
  - Heterogyna nocticola Ohl in Ohl & Bleidorn, 2006[4]
  - Heterogyna polita Antropov and Gorbatovskiy, 1992[5]
  - Heterogyna protea Nagy, 1969[1]
  - Heterogyna ravenala Day, 1984[2]